# Leonid Dawydowitsch Gissen
Leonid Dawydowitsch Gissen (russisch Леонид Давидович Гиссен; * 28. Juni 1931 in Moskau; † 7. Februar 2005 ebenda) war ein russischer Ruderer, der für die Sowjetunion antrat. Sein größter sportlicher Erfolg war der Gewinn der Silbermedaille im Achter bei den Olympischen Spielen 1952.

## Karriere
Gissen startete für Krylja Sowetow in Moskau.
Bei den Olympischen Spielen 1952 in Helsinki  gewann der sowjetische Achter den dritten Vorlauf und belegte im Halbfinale den zweiten Platz hinter dem Achter aus den Vereinigten Staaten. Mit einem Sieg im Hoffnungslauf erreichte der sowjetische Achter das Finale. Im Endlauf siegte der US-Achter mit über fünf Sekunden Vorsprung vor dem Boot aus der Sowjetunion, das seinerseits fast zwei Sekunden Vorsprung auf die drittplatzierten Australier hatte. Die Besatzung des sowjetischen Achters bestand 1952 aus Jewgeni Brago, Wladimir Rodimuschkin, Alexei Komarow, Igor Borissow, Slawa Amiragow, Leonid Gissen, Jewgeni Samsonow, Wladimir Krjukow und Steuermann Igor Poljakow.
In der bis auf den Steuermann gleichen Besetzung siegte der sowjetische Achter auch bei den Europameisterschaften in den Jahren 1953, 1954 und 1955.
Gissen gehörte zu den Ruderern aus der Erfolgscrew, die auch 1956 mit dem sowjetischen Achter bei den Olympischen Spielen in Melbourne antraten. Nach einem zweiten Platz im Vorlauf belegte der sowjetische Achter im Halbfinale den dritten Platz, nur die ersten beiden Boote erreichten das Finale.